# Rejon bogoduchowski (1923–2020)
Rejon bogoduchowski (ukr. Богодухівський район) – dawny rejon położony w północno-zachodniej części obwodu charkowskiego Ukrainy.
Utworzony w 1923, miał powierzchnię 1160 km² i liczył około 38 tysięcy mieszkańców. Siedzibą władz rejonowych był Bogoduchów.
Na terenie rejonu znajdowały się 1 miejska rada, 2 osiedlowe rady i 20 silskich rad, liczących w sumie 64 wsi i 11 osad.
Zlikwidowany 19 lipca 2020 roku w ramach reformy administracyjnej. Jego ziemie weszły w skład nowego rejonu bogoduchowskiego.